# Conselho da Língua (Suécia)
O Conselho da Língua – em sueco Språkrådet - é a instituição oficial responsável pelo culto, promoção e desenvolvimento da língua sueca.

A sua missão principal é apoiar todos aqueles que usam a língua sueca, e acompanhar o que se passa com as cinco línguas minoritárias do país - o Finlandês, o Meänkieli, o Sami, o Romani e o Yiddish, assim como com a linguagem gestual.

Publica recomendações ortográficas, gramáticas e obras linguísticas destinadas ao grande público.